# Snoop Conner
Jarod Devon Conner (Hattiesburg, Misisipi, 1 de agosto de 2000) más conocido como Snoop Conner, es un jugador profesional estadounidense de fútbol americano que se desempeña en la posición de running back en Jacksonville Jaguars, equipo de la National Football League (NFL).

## Carrera
Fue seleccionado en la quinta ronda en la Reunión Anual de Selección de Jugadores de la NFL de 2022. Hizo su debut profesional con el equipo Jacksonville Jaguars, donde lleva jugando dos temporadas.